# Megaselia cavimargo
Megaselia cavimargo är en tvåvingeart som beskrevs av Borgmeier 1962. Megaselia cavimargo ingår i släktet Megaselia och familjen puckelflugor. Inga underarter finns listade i Catalogue of Life.